# Phillip Musumeci
Phillip Joseph „Moose“ Musumeci (* 27. Januar 1984 in Rochester, Monroe County, New York) ist ein US-amerikanischer Schauspieler, Filmschaffender und ehemaliger Radiomoderator.

## Leben
Musumeci arbeitete vor seinem Umzug nach Los Angeles, um als Schauspieler zu arbeiten, knapp zehn Jahre als Radiomoderator einer Morning-Show eines kleineren Radiosenders. 2011 debütierte er als Schauspieler im Low-Budget-Tierhorrorfilm Rise of the Animals – Mensch vs. Biest und im Kurzfilm Hillside als Schauspieler. Es folgten weitere Besetzungen in Kurz- und Spielfilmen sowie einer Episode der Fernsehserie Winners. Größere Rollen übernahm er 2018 in den Spielfilmen Rhino und The Pinch. Er legte ab 2019 seinen Schwerpunkt auf Kurzfilme und begann ab 2020 auch als Drehbuchautor, Produzent und Regisseur für Kurzfilme zu arbeiten.

## Filmografie (Auswahl)

### Schauspiel
- 2011: Rise of the Animals – Mensch vs. Biest (Rise of the Animals)
- 2011: Hillside (Kurzfilm)
- 2013: Laid! (Kurzfilm)
- 2014: Winners (Fernsehserie, Episode 1x07)
- 2017: Sandy (Kurzfilm)
- 2018: Rhino (Fernsehfilm)
- 2018: The Pinch
- 2019: We Take the Low Road
- 2019: Underdog
- 2019: Code Of Houdini (Kurzfilm)
- 2019: When You Know You Know (A brief and thorough investigation into mysterious sources of glitter) (Kurzfilm)
- 2020: It Hits You When You Know It
- 2020: Luciano (Kurzfilm)
- 2021: How to End A Conversation (Kurzfilm)
- 2022: Murdered by Morning (Fernsehserie, Episode 2x03)
- 2022: Sinbad: The Lost Footage (Kurzfilm)
- 2022: Discover Indie Film (Fernsehserie, Episode 7x02)
- 2023: Stay (Miniserie, 2 Episoden)

### Drehbuch & Produktion
- 2020: Luciano (Kurzfilm; auch Regie)
- 2021: How to End A Conversation (Kurzfilm)
- 2022: Discover Indie Film (Fernsehserie, Episode 7x02)